# Distretto di La Jalca
Il distretto di La Jalca è un distretto del Perù nella provincia di Chachapoyas (regione di Amazonas) con 5.344 abitanti al censimento 2007, dei quali 2.351 urbani e 2.993 rurali.
È stato istituito fin dall'indipendenza del Perù.